# دزيدري-اي
دزيدري-أي هي قرية تقع في جزيرة أنجوان في جزر القمر. بلغ عدد سكانها 1,478 نسمة حسب إحصاء عام 1991. و2,601 في تقدير عام 2009.